# CMNF
- 性的対象化 > CMNF

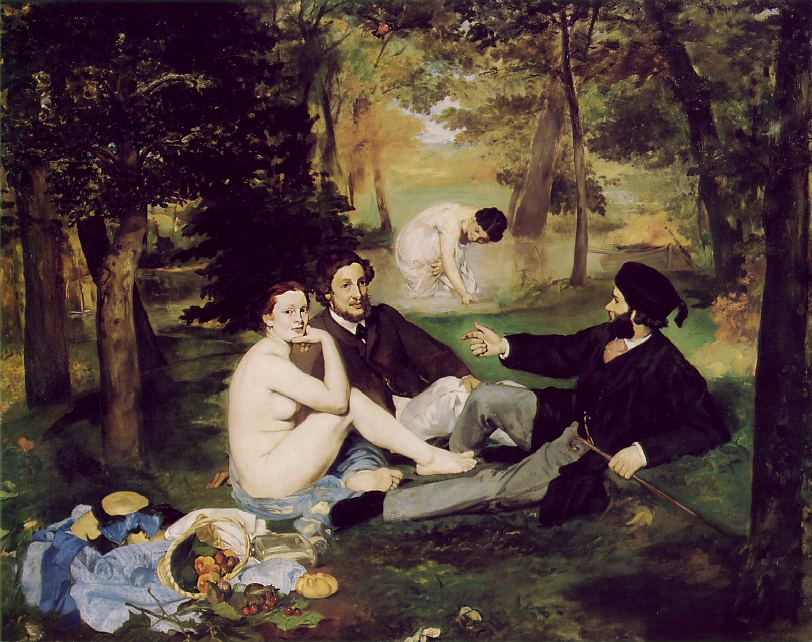
エドゥアール・マネ「草上の昼食」

CMNFは「Clothed Male(s) and Naked Female(s)」（着衣の男性と裸の女性）の略。人数に関わらず着衣した男性と、脱衣した女性との関係性における性的倒錯 (paraphilia) を意味する用語である。このような設定で表現される性的な雑誌、AV、官能小説をあらわすジャンルとして用いられることが一般的である。
服装に格差をつけることで、不自然さ・アンバランスさによるエロティシズムや支配従属関係を明示または暗示する。広く一般の文化や表現物、そして日常生活においても見られるが、性的なコンテンツにおけるシチュエーションのひとつでもある。

## 性的な文化におけるCMNF

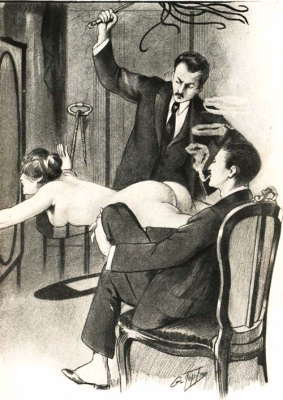
SM行為におけるCMNF

性的な文化の中でも、特にSMは典型的な支配従属関係を表した文化であるため、CMNF的なシチュエーションが広く見られる。
服装においてその関係性を表すため、S側の男性は服を着てM女性は全裸ということが非常に多い。
また典型的なSMでなくても、女性に羞恥心や屈辱を感じさせるため、CMNF的なシチュエーションを利用することも多い。
いわゆる露出プレイや、女囚ものなどにおける強制的な脱衣がその例である。

## 芸術におけるCMNF
大学や各種学校の美術の授業で、裸婦デッサンが行われ、着衣の男性が多人数で着衣の女性もいた上で、全裸の女性がポーズをとることとなる。このとき、描いている男性画家と全裸のモデル女性とは、CMNF状態となる。

### 絵画作品

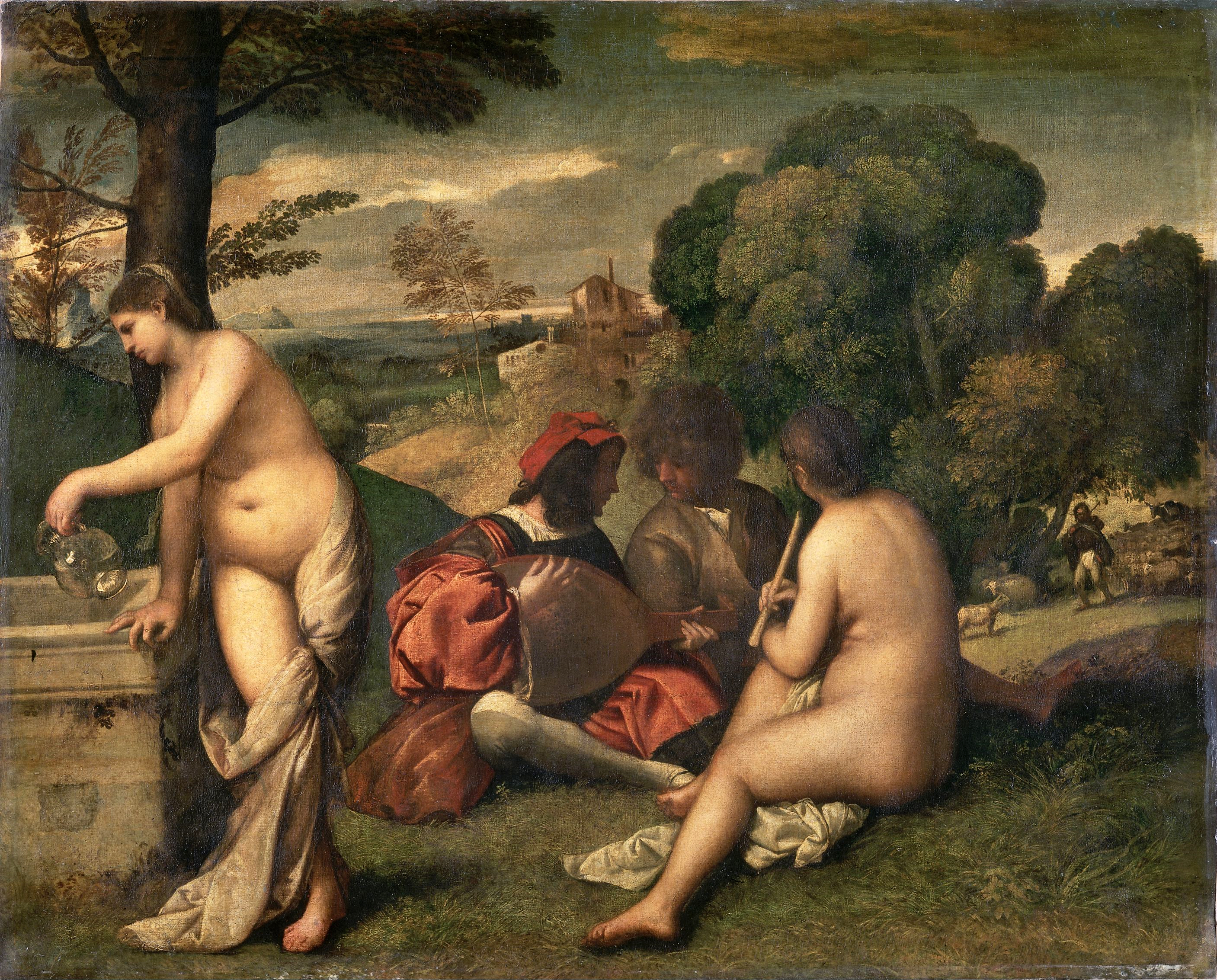
ティツィアーノ『田園の奏楽』
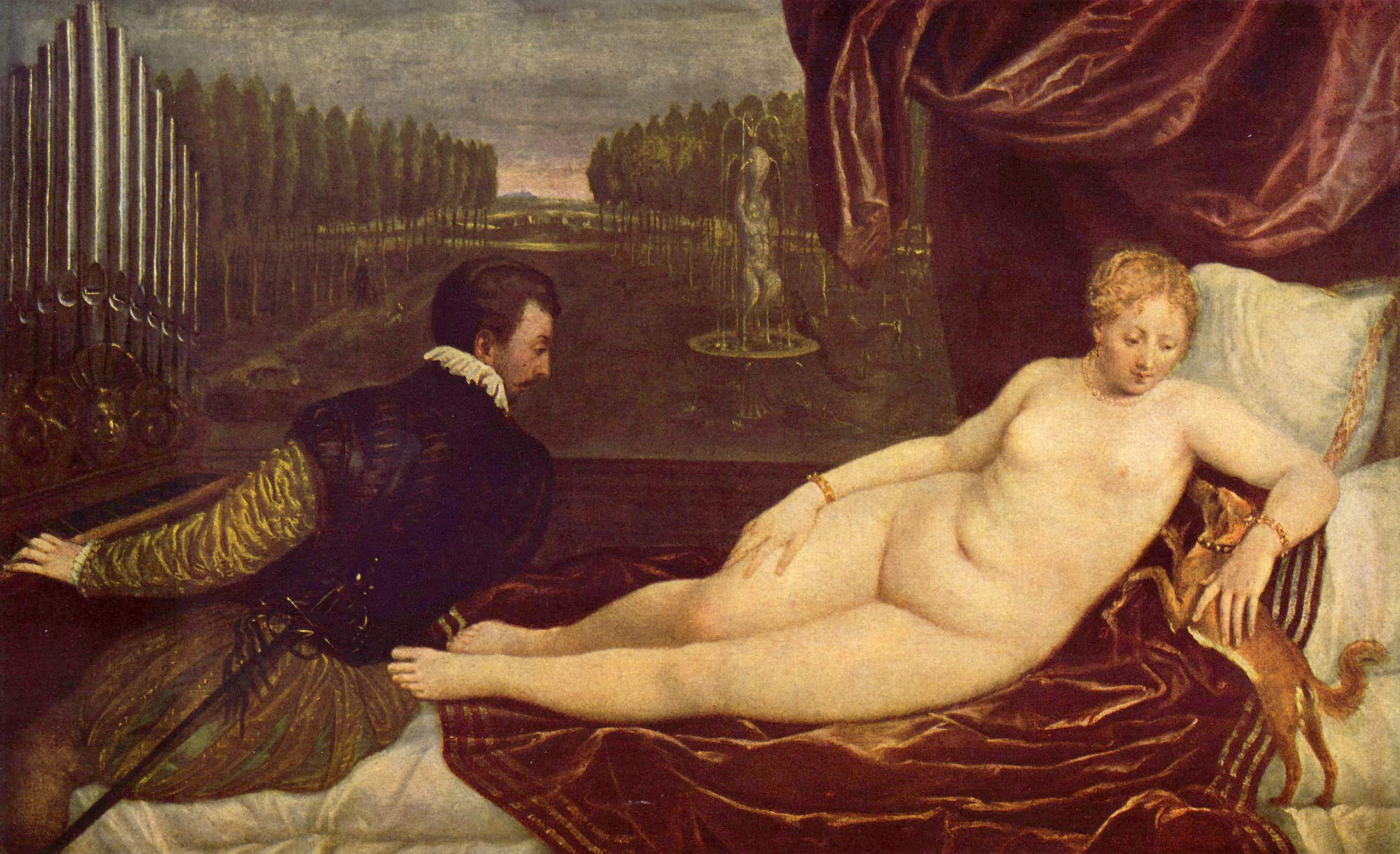
ティツィアーノ『ヴィーナスとオルガン奏者と子犬』
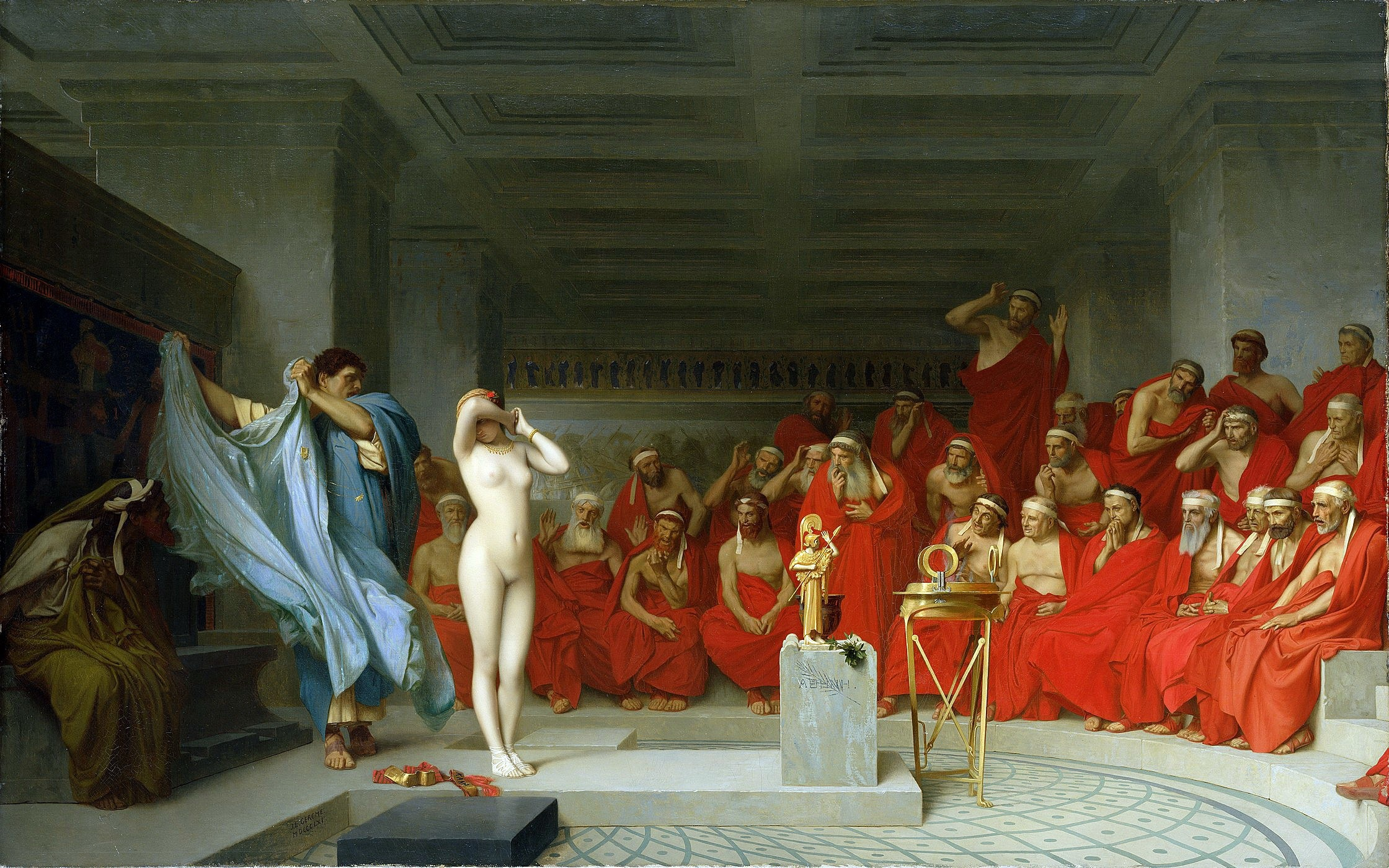
ジェローム『アレオパゴス会議のフリュネ』
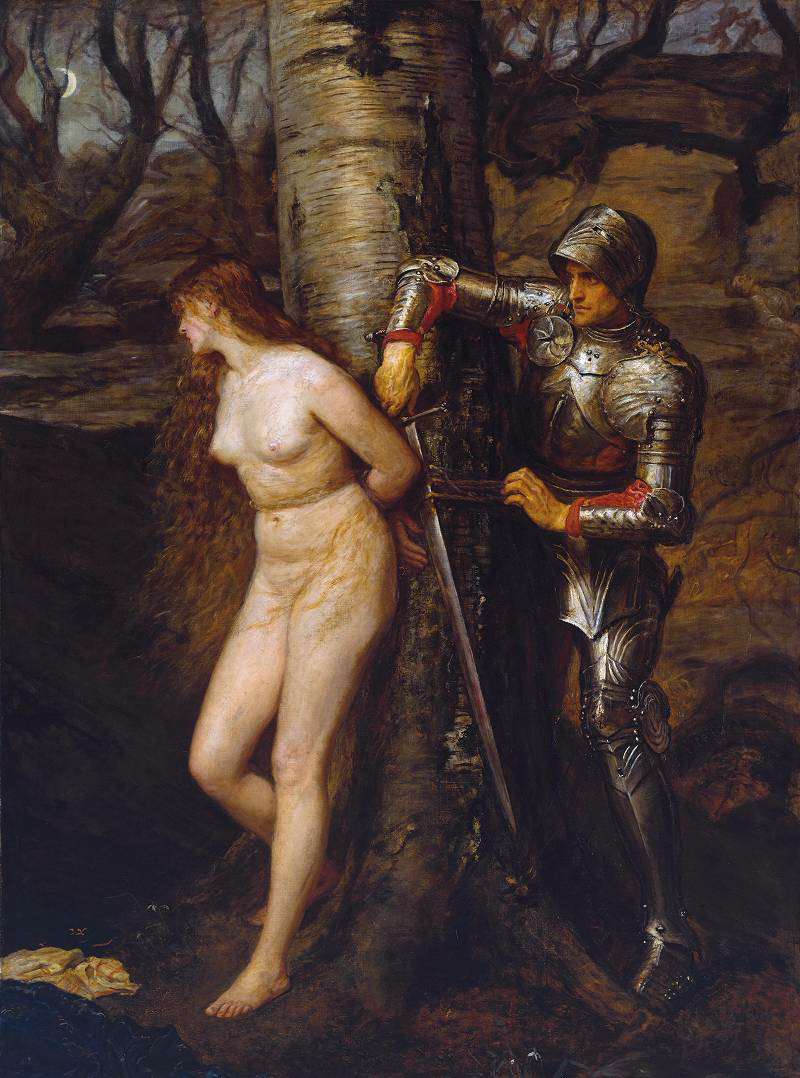
ミレー『遍歴騎士』

### 映像作品

#### 日本映画
- しなの川 - 松竹 1973年
- バージンブルース - 日活 1974年
- 十六歳の戦争 - サンオフィス 1976年
- 北斎漫画 - 富士配給 1976年
- 配達されない三通の手紙 - 松竹 1979年
- ラブレター - 日活 1981年
- ダイアモンドは傷つかない - 東映 1982年
- 恋人たちの時刻 - 角川春樹事務所 1982年
- 丑三つの村 - 富士映画 1983年
- 暗室 - にっかつ 1983年
- ドレミファ娘の血は騒ぐ - ディレクターズ・カンパニー 1985年
- タンポポ - 東宝 1985年
- ひとひらの雪-東映 1985年
- 化身 - 東映 1986年
- 濹東綺譚 - 東宝 1992年
- さよならニッポン! - ギャガ・コミュニケーションズ 1995年
- あつもの 杢平の秋 -  シネカノン 1999年

#### アメリカ映画
- イージー・ライダー 1969年
- プライベイトレッスン 1981年
- ワンス・アポン・ア・タイム・イン・アメリカ　1984年
- フリーダ 2002年
- バベル 2006年

#### イギリス映画
- スキャンダル 1989年

#### フランス映画
- O嬢の物語 1975年
- 熱砂に抱かれて 1991年
- 美しき諍い女 1993年

#### イタリア映画
- クロツグミの男 1971年
- 青い体験 1973年
- イノセント 1975年

#### ハンガリー映画
- 密告の砦 1965年